# Iryna Žukova
Iryna Ihorivna Žukova (in ucraino Ірина Ігорівна Жукова?; Čerkasy, 22 novembre 1974) è una pallavolista ucraina.
Gioca nel ruolo di palleggiatrice.

## Palmarès

### Club
- Campionato ucraino: 3

1997-98, 1999-00, 2006-07
- Campionato italiano: 1

2003-04
- Campionato russo: 1

2007-08
- Campionato azero: 3

2010-11, 2011-12, 2012-13
- Coppa d'Ucraina: 5

1996-97, 1997-98, 1998-99, 1999-00, 2006-07
- Coppa di Russia: 1

2007
- Supercoppa italiana: 2

2002, 2004
- Champions League: 2

2000-01, 2004-05
- Coppa CEV: 1

2003-04
- Campionato mondiale per club: 1

2011

### Premi individuali
- 2001 - Campionato europeo: Miglior palleggiatrice
- 2005 - Champions League: Miglior palleggiatrice
- 2011 - Coppa del Mondo per club: Miglior palleggiatrice
- 2012 - Superliqa azera: Miglior palleggiatrice